# Juan Alcayaga del Canto
Juan Eduardo Alcayaga del Canto (Coquimbo, 29 de enero de 1947-Coquimbo, 11 de julio de 2021) fue un político chileno, militante del Partido Radical. Ejerció como alcalde de Coquimbo durante 2012 tras la muerte de su predecesor, Oscar Pereira.

## Carrera política
Fue elegido concejal de la comuna de Coquimbo sucesivamente en 1992, 1996 y 2000. En 2004 no resultó elegido, siendo elegido nuevamente como concejal en las elecciones municipales de 2008.
Se desempeñó entre el 8 de mayo de 2006 y el 30 de octubre de 2008 como director regional del Servicio Nacional de Turismo. También se desempeñó como presidente de la Asociación Latinoamericana de Municipios Turísticos y la Asociación de Municipios Turísticos de Chile.
El 18 de julio de 2012, en una sesión del concejo municipal realizada en el Estadio Francisco Sánchez Rumoroso, Alcayaga fue elegido alcalde para cumplir el período inconcluso por Oscar Pereira.
Falleció el 11 de julio de 2021 producto de complicaciones de COVID-19, sumado a una intervención quirúrgica para extirparle un tumor.

## Historial electoral

### Elecciones municipales de 1992
Alcalde y concejales para la comuna de Coquimbo
| Candidato                    | Pacto                          | Partido | Votos  | %      | Resultado |
| ---------------------------- | ------------------------------ | ------- | ------ | ------ | --------- |
| Nelsa Piñones Rivera         | Concertación por la Democracia | DC      | 4847   | 9,58%  | Concejal  |
| Víctor Salgado Anza          | Concertación por la Democracia | DC      | 3593   | 7,10%  |           |
| Pedro Velásquez Seguel       | Concertación por la Democracia | DC      | 8016   | 15,84% | Alcalde   |
| Juan Alcayaga del Canto      | Concertación por la Democracia | PR      | 3595   | 7,10%  | Concejal  |
| Carlos Oros Rojas            | Concertación por la Democracia | PS      | 4977   | 9,84%  | Concejal  |
| Pedro Díaz Rojas             | Concertación por la Democracia | PPD     | 3152   | 6,23%  |           |
| Mauricio Ugarte González     | Partido Comunista              | PC      | 535    | 1,06%  |           |
| Amanda Altamirano Guerrero   | Partido Comunista              | PC      | 1024   | 2,02%  |           |
| Juan Lazzus Lobos            | Partido Comunista              | PC      | 1049   | 2,07%  |           |
| Roberto Santelices Castañeda | Partido Comunista              | PC      | 186    | 0,37%  |           |
| Augusto Alfaro Alfaro        | Partido Comunista              | PC      | 533    | 1,05%  |           |
| Sergio Villalobos Villalobos | Partido Comunista              | PC      | 179    | 0,35%  |           |
| Jaime Dupré Moragas          | Participación y Progreso       | UDI     | 1090   | 2,15%  |           |
| Egla Burge Garín             | Participación y Progreso       | UDI     | 350    | 0,69%  |           |
| Arnaldo Guinossi Castellón   | Participación y Progreso       | UDI     | 375    | 0,74%  |           |
| Jorge Auger Torres           | Participación y Progreso       | RN      | 11 165 | 22,06% | Concejal  |
| Mario Santander Sepúlveda    | Participación y Progreso       | RN      | 1989   | 3,93%  | Concejal  |
| Selim Hamed Solemán Jorquera | Participación y Progreso       | RN      | 1600   | 3,16%  |           |
| Héctor Maureira              | Unión de Centro Centro         | UCC     | 1136   | 2,24%  |           |
| Nibaldo Solís Rojas          | Unión de Centro Centro         | UCC     | 611    | 1,21%  |           |
| Gonzalo Tapia Díaz           | Unión de Centro Centro         | UCC     | 499    | 0,99%  |           |
| Fidel Astudillo Zuleta       | Unión de Centro Centro         | UCC     | 101    | 0,20%  |           |

### Elecciones municipales de 1996
Alcalde y Concejales para la comuna de Coquimbo
(Se consideran solo los candidatos que resultaron elegidos para el Concejo Municipal)
| Candidato               | Partido | Votos  | %     | Resultado |
| ----------------------- | ------- | ------ | ----- | --------- |
| Pedro Velásquez Seguel  | DC      | 31 851 | 61,80 | Alcalde   |
| Jorge Auger Torres      | RN      | 3630   | 7,04  | Concejal  |
| Juan Alcayaga Del Canto | PRSD    | 2769   | 5,37  | Concejal  |
| Abdón Hermosilla Cortés | PS      | 2496   | 4,84  | Concejal  |
| Nelsa Piñones Rivera    | DC      | 2085   | 4,05  | Concejal  |
| Claudio Salcedo Robles  | PPD     | 749    | 1,45  | Concejal  |

### Elecciones municipales de 2000
Alcalde y concejales para la comuna de Coquimbo
| Candidato                       | Partido | Votos  | %     | Resultado |
| ------------------------------- | ------- | ------ | ----- | --------- |
| Pedro Velásquez Seguel          | DC      | 31 369 | 55,62 | Alcalde   |
| Oscar Pereira Tapia             | PPD     | 7184   | 12,74 | Concejal  |
| Carlos Yusta Rojas              | PS      | 3542   | 6,28  | Concejal  |
| Abdón Hermosilla Cortés         | PS      | 3011   | 5,34  | Concejal  |
| Eduardo Lizana Malinconi        | RN      | 2843   | 5,04  |           |
| Juan Alcayaga del Canto         | PRSD    | 2514   | 4,46  | Concejal  |
| Gustavo Gálvez Ávalos           | RN      | 1086   | 1,93  |           |
| Joyce Llewellyn Tame            | RN      | 926    | 1,64  |           |
| Máximo Soto Lynch               | ILC     | 817    | 1,45  |           |
| Elsa Vásquez Ortiz              | UDI     | 694    | 1,23  |           |
| Ricardo Werlinger Padilla       | ILC     | 613    | 1,09  |           |
| Bartolomé Ponce Castillo        | PC      | 552    | 0,98  |           |
| Américo Torres Valdés           | PC      | 445    | 0,79  |           |
| José Fernando Montoya Ángel     | DC      | 322    | 0,57  | Concejal  |
| Fernando Castillo San Francisco | PC      | 289    | 0,51  |           |
| Luz Rojas Zambra                | ILA     | 132    | 0,23  |           |
| Alejandro Vergara Quinteros     | ILD     | 58     | 0,10  |           |

### Elecciones municipales de 2004
Concejales para la comuna de Coquimbo
(Se consideran solo los candidatos más votados)
| Candidato               | Partido | Votos  | %     | Resultado |
| ----------------------- | ------- | ------ | ----- | --------- |
| Ramón Velásquez Seguel  | DC      | 11 576 | 20,87 | Concejal  |
| Oscar Pereira Tapia     | PDC     | 7439   | 13,41 | Concejal  |
| Abdón Hermosilla Cortés | PS      | 6996   | 12,61 | Concejal  |
| Carlos Yusta Rojas      | PS      | 5502   | 9,92  | Concejal  |
| Juan Alcayaga Del Canto | PRSD    | 5180   | 9,34  |           |
| Nelsa Piñones Rivera    | DC      | 3564   | 6,43  | Concejal  |
| Mabel Rojas Valdivia    | UDI     | 2753   | 4,96  | Concejal  |

### Elecciones municipales de 2008
Concejales para la comuna de Coquimbo
(Se consideran solo los candidatos que resultaron elegidos para el Concejo Municipal)
| Candidato                       | Partido | Votos | %     | Resultado |
| ------------------------------- | ------- | ----- | ----- | --------- |
| Ramón Velásquez Seguel          | PPD     | 6068  | 10,82 | Concejal  |
| Carlos Yusta Rojas              | PS      | 4219  | 7,53  | Concejal  |
| Juan Alcayaga Del Canto         | PRSD    | 3226  | 5,75  | Concejal  |
| Miguel Ángel Cuadros Moreno     | PDC     | 3209  | 5,72  | Concejal  |
| Pedro Antonio Castillo Castillo | RN      | 3120  | 5,57  | Concejal  |
| Alejandro Campusano Massad      | PDC     | 2808  | 5,01  | Concejal  |
| Paola Cortés Vega               | UDI     | 2476  | 4,42  | Concejal  |
| Mónica Álvarez Cortés           | ILD     | 2267  | 4,04  | Concejal  |

### Elecciones municipales de 2012
Concejales para la comuna de Coquimbo
| Candidato                       | Pacto                          | Partido                     | Votos  | %     | Resultado |
| ------------------------------- | ------------------------------ | --------------------------- | ------ | ----- | --------- |
| Juan Alcayaga del Canto         | Por un Chile justo             | PRSD                        | 5351   | 10,70 | Concejal  |
| Ramón Velásquez Seguel          | Por un Chile justo             | PPD                         | 3907   | 7,81  | Concejal  |
| Paola Cortés Vega               | Coalición                      | UDI                         | 3036   | 6,07  | Concejal  |
| Carlos Yusta Rojas              | Concertación Democrática       | PS                          | 2986   | 5,97  | Concejal  |
| Alejandro Campusano Massad      | Concertación Democrática       | PDC                         | 2700   | 5,40  | Concejal  |
| Miguel Ángel Cuadros Moreno     | Concertación Democrática       | PDC                         | 2453   | 4,90  | Concejal  |
| Abdón Hermosilla Cortés         | Concertación Democrática       | PS                          | 2196   | 4,39  |           |
| Fernando Viveros Reyes          | Por un Chile justo             | PCCh                        | 2027   | 4,05  |           |
| Pedro Antonio Castillo          | Coalición                      | RN                          | 1868   | 3,73  | Concejal  |
| Mónica Álvarez Cortés           | Concertación Democrática       | PDC                         | 1757   | 3,51  |           |
| Wilson Puelles Jopia            | Por un Chile justo             | ILE                         | 1514   | 3,02  |           |
| Sergio Pizarro Cortez           | Regionalistas e Independientes | PRI                         | 1235   | 2,47  |           |
| Roberto Valenzuela Galleguillos | Concertación Democrática       | PS                          | 1199   | 2,39  |           |
| Guido Hernández Trujillo        | Coalición                      | RN                          | 1182   | 2,36  |           |
| Alexis Halles Zambra            | Regionalistas e Independientes | PRI                         | 1180   | 2,36  |           |
| Hugo Prado Silva                | El Cambio por Ti               | PRO                         | 1106   | 2,21  |           |
| Freddy Bonilla Rojo             | Concertación Democrática       | PS                          | 1005   | 2,01  |           |
| Claudia Abufom Musa             | Coalición                      | ILH                         | 999    | 1,99  |           |
| Carlos Troncoso Vásquez         | Coalición                      | UDI                         | 961    | 1,92  |           |
| María Rosetta Paris Ávalos      | Concertación Democrática       | PDC                         | 937    | 1,87  |           |
| Jorge Auger Torres              | Coalición                      | UDI                         | 848    | 1,69  |           |
| Jaime Díaz Torres               | Por un Chile justo             | PRSD                        | 699    | 1,39  | Concejal  |
| Pascual Aguilera Sarmiento      | Regionalistas e Independientes | ILB                         | 660    | 1,32  |           |
| Ángel Hurtado Henríquez         | El Cambio por Ti               | PRO                         | 627    | 1,25  |           |
| Yuviza Peña Plaza               | Coalición                      | RN                          | 555    | 1,11  |           |
| Jaime Enrique Fernández Madrid  | Igualdad para Chile            | ILA                         | 528    | 1,05  |           |
| Juan Francisco Morey Jiliberto  | Coalición                      | RN                          | 526    | 1,05  |           |
| Tomás Alvarado Zepeda           | Por un Chile justo             | PPD                         | 525    | 1,05  |           |
| Marviola Rivera Toledo          | Regionalistas e Independientes | ILB                         | 439    | 0,87  |           |
| Haydee López Vallejos           | Por un Chile justo             | PCCh                        | 394    | 0,78  |           |
| Patricia Vargas Molina          | Igualdad para Chile            | ILA                         | 361    | 0,72  |           |
| Daniella Andrea Cortés Bauer    | Igualdad para Chile            | PI                          | 340    | 0,68  |           |
| Yergo Rivera Rojas              | El Cambio por Ti               | ILC                         | 322    | 0,64  |           |
| Maguindo Cerda Ortiz            | Más Humanos                    | ILG                         | 319    | 0,63  |           |
| Lidia Valdivia Cortés           | Por un Chile justo             | PRSD                        | 318    | 0,63  |           |
| Aquiles Soto Olave              | Más Humanos                    | PH                          | 312    | 0,62  |           |
| Jorge Rojas Oliva               | Regionalistas e Independientes | PRI                         | 301    | 0,60  |           |
| Jenny Flores Carvajal           | Regionalistas e Independientes | PRI                         | 301    | 0,60  |           |
| Pamela Betancourt Guzmán        | El Cambio por Ti               | ILC                         | 264    | 0,52  |           |
| Héctor Briceño Urra             | Regionalistas e Independientes | PRI                         | 253    | 0,50  |           |
| Eduardo Ávila Leyton            | El Cambio por Ti               | ILC                         | 228    | 0,45  |           |
| Mirtza Ovalle Vergara           | El Cambio por Ti               | PRO                         | 197    | 0,39  |           |
| Gonzalo Herrera Flores          | Más Humanos                    | ILG                         | 189    | 0,37  |           |
| Marcelino Duarte Chavarría      | Más Humanos                    | ILG                         | 170    | 0,34  |           |
| Rotce González Barraza          | Regionalistas e Independientes | ILB                         | 160    | 0,32  |           |
| Jonathan Jaramillo Peña         | El Cambio por Ti               | PRO                         | 157    | 0,31  |           |
| Karla Ferreira Rodríguez        | El Cambio por Ti               | ILC                         | 139    | 0,27  |           |
| Luis Bruna Alcaide              | Igualdad para Chile            | ILA                         | 131    | 0,26  |           |
| Marco Vilches Briones           | Igualdad para Chile            | PI                          | 124    | 0,24  |           |
| Total de votos válidos          | Total de votos válidos         | Total de votos válidos      | 49 986 |       |           |
| Votos nulos                     | Votos nulos                    | Votos nulos                 | 2069   |       |           |
| Votos en blanco                 | Votos en blanco                | Votos en blanco             | 1992   |       |           |
| Total de sufragios emitidos     | Total de sufragios emitidos    | Total de sufragios emitidos | 54 047 | 100   |           |